# 奧馬河
奧馬河是俄羅斯的河流，位於涅涅茨自治區內，河道全長268公里，流域面積5,050平方公里，流經低海拔沼地，最終注入巴倫支海的喬沙灣。

## 外部連結
- An article about the river[永久]